# Richard Wainwright Thorington
Richard Wainwright Thorington Jr., detto Dick (Filadelfia, 24 dicembre 1937 – Bethesda (Maryland), 24 febbraio 2017), è stato uno zoologo statunitense, specializzato nello studio degli scoiattoli e delle scimmie del Nuovo Mondo.

## Biografia
Nel 1959 ottenne il Bachelor of Arts in Biologia presso la Princeton University. Nel 1963 conseguì il Master of Arts in Biologia alla Harvard University, dove nel 1964 si addottorò con una tesi dal titolo The biology of rodent tails: A Study of form and function, focalizzata su forma e funzioni della coda nei roditori. Successivamente, fino al 1969, lavorò come primatologo al Centro Regionale per i Primati dell’Università di Harvard a Southborough, Massachusetts, conducendo ricerche nelle foreste pluviali sudamericane. Nel 1976 gli fu diagnosticata la malattia di Charcot-Marie-Tooth, che lo portò a una tetraplegia, impedendogli di continuare a svolgere ricerche sul campo nei tropici. Dal 1969 al 1976 fu vicedirettore del Dipartimento di mammalogia presso il National Museum of Natural History della Smithsonian Institution, a Washington, D.C., e dal 1976 ne assunse la direzione vera e propria, curando una collezione di circa 30.000 esemplari di scoiattoli. Andò in pensione nel 2009, quando gli subentrò Kristofer Helgen, e fu nominato Curator emeritus.
Tra l’inizio e la metà degli anni '70, Thorington fu presidente del Committee on Conservation of Nonhuman Primates, impegnandosi nella tutela dei primati neotropicali.
Autore di numerosi articoli scientifici (pubblicati, tra gli altri, su Journal of Mammalogy, Journal of Vertebrate Paleontology e Journal of Mammalian Evolution), Thorington contribuì anche a diversi libri e capitoli di volumi collettanei. Nel 2005, per il fondamentale Mammal Species of the World, firmò la sezione dedicata agli scoiattoli (Sciuridae). Nell’opera in sei volumi Mammals of Africa di Jonathan Kingdon (2013), scrisse il capitolo sulla famiglia Sciuridae, il saggio sugli idiuri (Idiurus) e altre voci specifiche. Si occupò inoltre di altre famiglie e gruppi affini, tra cui i colughi (Dermoptera), gli scoiattoli volanti (Pteromyini) e i petauri (Petauridae). Parallelamente, prese parte a studi paleontologici: nel 1984 collaborò con Robert J. Emry al confronto tra la più antica forma fossile del genere di scoiattoli Protosciurus (nello specifico, Protosciurus jeffersoni, oggi classificato come Douglassciurus jeffersoni) e gli scoiattoli arboricoli moderni. Nel 2007, in riconoscimento dei suoi contributi, Robert J. Emry e William W. Korth descrissero la specie fossile Hesperopetes thoringtoni, una delle tre nuove specie da loro individuate, dedicandola a Thorington.
Fu membro dell’American Society of Mammalogists. Morì il 24 febbraio 2017, a 79 anni, a causa di un’infezione batterica del sangue.

## Opere (lista parziale)
- Committee on Conservation of Nonhuman Primates, 1973
- Neotropical Primates: Field Studies and Conservation. National Academy of Sciences, Washington D. C., 1976 (con Paul G. Heltne)
- Squirrels: The Animal Answer Guide, 2008 (con Katie E. Ferrell)
- Squirrels of the World, 2012 (con John L. Koprowski e Michael A. Steele)
- Gliding Mammals: Taxonomy of Living and Extinct Species, 2012